# Comité de rugby de La Réunion
Le Comité de rugby de La Réunion est un organe fédéral dépendant de la Fédération française de rugby et chargé d'organiser les compétitions de rugby à XV et à sept à La Réunion.
La Comité de rugby de La Réunion est le comité d'Outre-mer qui compte le plus de licenciés.

## Histoire
Le rugby réunionnais est officiellement né en 1966, grâce aux efforts conjugués de plusieurs personnes, dont un abbé, le Père Dattas, d'origine basque, qui a également amené la pelote basque sur l'île.

## Structures

### Identité visuelle

Logo du comité jusqu'en 2020.
Logo du comité à partir de janvier 2021.

### Liste des présidents
- 2000-2016 : Armon Coupou
- Depuis le 17 septembre 2016 : Daniel Blondy
- Depuis novembre 24 : Jean Michel Piron

### Élections du comité directeur
Armon Coupou est le président du comité de La Réunion de 2000 à 2016. Il est également membre du comité directeur de la FFR de 2004 à 2016. Daniel Blondy est le nouveau président du comité depuis 2016.
Le comité directeur est renouvelé le 7 novembre 2020, un mois après le renouvellement de celui de la FFR. Deux listes sont candidates pour composer le nouveau comité. Elles sont menées par Daniel Blondy, président sortant, et par Fabrice Payet, dirigeant au Sporting club chaudron rugby et professeur d'EPS à l'université. Armon Coupou, président de 2000 à 2016, est membre de la liste de Fabrice Payet. À l'issue du vote, la liste de Daniel Blondy remporte les élections et obtient 18 sièges au comité directeur tandis que la liste de Fabrice Payet obtient 2 sièges.

### Organigramme
| Comité directeur | Administration |
| --- | --- |
| Président : Piron Jean Miche Vice-président : Monique Cathala Secrétaire général Meynan Audrey Secrétaire général adjoint : Trésorière : Responsable sportif : Bernard Sevai Autres membres du comité directeur : | Secrétaire : Vanessa Louise Secrétaire Comptable : Directeur technique des Ligues d'Outre-mer : Steve Nardon Conseiller technique de ligue Océan Indien Mayotte – Réunion : Steve Nardon |

## Les clubs du comité
| \| XV Dionysien Jeunesse Saint-Benoît rugby Rugby Club De l'Est RSC Saint Louis SC du Chaudron RC Saint-Bernard RC Portois RC Saint-Paul RC Saint-Gilles Leu RC Etang Salé RC RC Saint-Pierre RC Le Tampon Saint-Jo Ovalie Zarlequeen's rugby \| Clubs du Comité de rugby de La Réunion. |
| XV Dionysien Jeunesse Saint-Benoît rugby Rugby Club De l'Est RSC Saint Louis SC du Chaudron RC Saint-Bernard RC Portois RC Saint-Paul RC Saint-Gilles Leu RC Etang Salé RC RC Saint-Pierre RC Le Tampon Saint-Jo Ovalie Zarlequeen's rugby                                               |